# Ronald Snook
Ronald Snook, né le 5 mai 1972 à Dalwallinu, est un rameur d'aviron australien. 

## Carrière
Ronald Snook a participé aux Jeux olympiques de 1996 à Atlanta. Il a remporté la médaille de bronze  avec le quatre de couple australien composé de Janusz Hooker, Bo Hanson et Duncan Free.